# Andenzaunkönig
Der Andenzaunkönig (Troglodytes solstitialis) ist eine Vogelart aus der Familie der Zaunkönige (Troglodytidae), die in Venezuela, Kolumbien, Ecuador, Peru, Bolivien und Argentinien verbreitet ist. Der Bestand wird von der IUCN als nicht gefährdet (Least Concern) eingeschätzt.

## Merkmale
Der Andenzaunkönig erreicht eine Körperlänge von etwa 10,5 bis 11,5 cm bei einem Gewicht von ca. 11,8 g. Er hat rötlich braune Zügel. Der gelbbraun bis braune Augenstreif zieht sich von vor dem Auge bis hinter das Auge, wobei der Bereich hinter den Augen etwas dunkler wirkt. Die Ohrdecken sind warm gelbbraun bis braun. Der Oberkopf und der vordere Oberkopf sind rötlich braun, Nacken, Schultern, Rücken und Bürzel weniger rötlich. Die Handschwingen und Armschwingen sind hell rötlich braun und dunkel schokoladenbraun gestreift an den Außenfahnen. Die Steuerfedern sind rötlich braun mit engen schwärzliche Streifen. Die Kehle und die Brust sind warm gelbbraun, der Bauch etwas heller gelbbraun, die Flanken gelbbraun bis braun mit undeutlichen dunkleren Streifen und der Steiß gräulich weiß ebenfalls mit undeutlichen dunkleren Streifen. Die Augen sind dunkelbraun, der Schnabel schwärzlich und die Beine dunkel gräulich braun. Beide Geschlechter ähneln sich. Jungtiere unterscheiden sich von ausgewachsenen Vögeln. Der Augenstreif wirkt weniger warm gelbbraun, die Oberseite hat weniger warme Farbtöne, die Unterseite ist matt graubraun, das Kinn bis zum Oberbauch sind diffus dunkel graubraun gesprenkelt.

## Verhalten und Ernährung
Wenige Daten liegen zu Ernährung des Andenzaunkönigs vor. Meist ist er in Paaren oder kleineren Familiengruppen unterwegs. Gelegentlich mischt er sich auch unter andere Arten bzw. gemischten Gruppen. Sein Futter sucht er in den unteren Straten oder klettert gelegentlich an moosbedeckten Bäumen herum.

## Lautäußerungen
Der Gesang des Andenzaunkönigs ist eine eher ruhige Serie hoher Töne, die wie trii-trii-tititiki klingen. Der Warnruf ist ein konstanter Laut der sich sehr charakteristisch wie dss oder di-di anhört.

## Fortpflanzung
Der Brutzeit des Andenzaunkönigs ist relativ lang und variiert stark je nach Verbreitungsgebiet. Flügge Nestlinge wurden fast das ganze Jahr über in Kolumbien beobachtet. In Peru ist die Brutsaison von Februar bis Dezember, in Bolivien von November bis Februar. Im Norden Argentiniens wurden Eier im November entdeckt. Sehr wahrscheinlich gibt es mehrere Bruten pro Jahr, doch gibt es hierzu keine eindeutigen Forschungsdaten. Es gibt nur wenige Beschreibungen zum Nest. Eines wurde als massige Struktur mit Seiteneingang, aber keinem Dach beschrieben. Dieses wurde aus Wurzelfasern gebaut und engmaschig mit trockenen Blättern ausgelegt. Ein Nest in Ecuador fand man ca. 2 Meter über dem Boden in einem Gebüschknäuel, der sich nahe einem Baum befand, ein weiteres in einer natürlichen Spalte in zehn Meter Höhe auf einem Baumstamm. Ein Gelege besteht aus zwei weißen Eiern, doch gibt es Berichte aus Argentinien mit vier bis fünf Eiern, die weißlich waren und kastanienfarbene Flecken am dickeren Ende hatten.

## Verbreitung und Lebensraum
Der Andenzaunkönig bevorzugt feuchte Wälder und Waldränder sowie Wolken- und Nebelwald bis zur Baumgrenze. Gelegentlich kommt er im Bambusdickicht vor. Meist ist er in Höhenlagen von 1700 bis 3500 Meter unterwegs, doch hat man ihn im Norden Argentiniens bis 700 Meter gesichtet.

## Migration
Der Andenzaunkönig gilt als Standvogel.

## Unterarten
Es sind fünf Unterarten bekannt.
- Troglodytes solstitialis solitarius  Todd, 1912[3] kommt im westlichen und zentralen Kolumbien und dem Westen Venezuelas vor. Die Unterart hat eine dunklere Oberseite als die Nominatform, die Ohrdeckenflecken wirken tiefer braun, die Kehle ist heller gelbbraun, die Flanken weniger rötlich und der Schwanz ist länger.[1]
- Troglodytes solstitialis solstitialis Sclater, PL, 1859[4] ist vom extremen Südwesten Kolumbiens über Ecuador in den Nordwesten Perus verbreitet.
- Troglodytes solstitialis macrourus von Berlepsch & Stolzmann, 1902[5] kommt im östlichen zentralen Peru vor. Die Unterart ähnelt am meisten T. s. frater, hat aber einen kürzeren Schwanz und eine weniger rötliche Oberseite.[1]
- Troglodytes solstitialis frater Sharpe, 1882[6] ist im Südosten Perus und in Bolivien verbreitet. Die Unterart ähnelt am meisten T. s. auricularis, hat aber einen weißen bis gelbraunweißen Augenstreif.[1]
- Troglodytes solstitialis auricularis Cabanis, 1883[7] kommt im Nordwesten Argentiniens vor. Die Subspezies ist größer und langschwänziger. Die Mitte der Brust ist weiß.[1]

## Etymologie und Forschungsgeschichte
Die Erstbeschreibung des Andenzaunkönigs erfolgte 1859 durch Philip Lutley Sclater unter dem wissenschaftlichen Namen Troglodytes solstitialis. Das Typusexemplar wurde von Louis Fraser nahe Riobamba in Penipe und Matos gesammelt. Bereits 1809 führte Louis Pierre Vieillot die für die Wissenschaft neue Gattung Troglodytes ein. Dieser Name leitet sich von »trōglē, trōgō κτρωγλη, τρωγω« für »Höhle, nagen« und »-dutēs, duō -δυτης, δυω« für »tauchend, eintauchen« ab. Der Artname »solstitialis«  leitet sich vom lateinischen »solstitium, sol, solis« für »Sommer, Sonne« ab. »Solitarius« bedeutet »einzel lebend« von »solus, solius« für »alleine«. »Frater« bedeutet »Bruder«. »Macrourus« ist ein griechisches Wortgebilde aus »macros μακρος« für »lang« und »-ouros, oura -ουρος, ουρα« für »-schwänzig, Schwanz«. »Auricularis« hat seinen Ursprung in »auricula, aura« für »Ohr«.